# Международные санкции против Сирии
Междунаро́дные са́нкции про́тив Си́рии — серия экономических санкций и ограничений, введённых против Сирии при диктатуре Башара Асада начиная с 2011 года Европейским союзом (ЕС), США, Великобританией, Канадой, Австралией, Швейцарией и Лигой арабских государств (ЛАГ), главным образом в ответ на репрессии против гражданского населения в ходе гражданской войны в Сирии.
Санкции США против Сирии были наиболее жёсткими, поскольку затрагивали и третьи страны и фактически представляли собой эмбарго. Вторичные санкции США оставались ограниченными до 2020 года, когда вступил в силу «Закон Цезаря». Целью санкций было воспрепятствовать применению насилия со стороны сирийского правительства против своих граждан и побудить его к политическим реформам, которые могли бы устранить коренные причины конфликта.
В мае 2025 года президент США Дональд Трамп и ЕС распорядились снять санкции с Сирии после падения режима Асада в декабре 2024 года .

## Хронология санкций
В 1979 году США включили Сирию в список государств — спонсоров терроризма за военную оккупацию Ливана и государственную поддержку «Хезболлы» и других группировок.
В ноябре 1986 года ЕС ввело пакет санкций, включающий запрет на продажу нового вооружения Сирии, запрет на визиты высокопоставленных лиц, пересмотр дипломатического персонала в посольствах и консульствах, а также жёсткие меры безопасности в отношении сирийской авиакомпании Syrian Arab Airlines. Эти меры были отменены в 1994 году.
С марта по август 2004 года США ввели новые санкции против сирийского правительства. Эти меры стали продолжением политики администрации Джорджа Буша по борьбе с «осью зла», в рамках которой осуждалось якобы наличие у сирийского режима оружия массового поражения, его контроль над Ливаном, стремление дестабилизировать Ирак, а также поддержка организаций сопротивления, таких как «Хезболла» и ХАМАС.
Первоначальные санкции, введённые после начала кризиса, были объявлены 29 апреля 2011 года, когда президент Барак Обама издал указ о блокировке активов лиц, причастных к нарушениям прав человека. 25 мая 2011 года Канада ввела первые санкции, включая запрет на поездки, замораживание активов, запрет на экспорт определённых товаров и технологий, которые могли бы использоваться вооружёнными силами, а также приостановление всех двусторонних соглашений и инициатив.
В мае 2011 года ЕС также принял санкции против Сирии, в частности, запретив торговлю товарами, которые могли бы быть использованы для подавления гражданского населения.

### Санкции после начала гражданской войны
В августе 2011 года США ввели эмбарго на сирийский нефтяной сектор, заморозили финансовые активы ряда лиц, а также активы сирийского государства. Кроме того, США запретили экспорт товаров и услуг, происходящих с территории США или от американских компаний и граждан, в Сирию. Этот запрет распространяется на любую продукцию, по крайней мере 10 % стоимости которой приходится на американское происхождение. Эта мера оказала широкое влияние на сирийское население, цены на товары и медицинскую продукцию.
В сентябре 2011 года ЕС, в свою очередь, ввёл эмбарго на сирийский нефтяной сектор.
Австралия в 2011 году также объявила набор санкций против Сирии в ответ на насилие со стороны правительства Асада в отношении мирных жителей. Санкции запрещали австралийцам любые операции, связанные с вооружениями, нефтью и газом, драгоценными металлами, нефтехимией, токсичными веществами, банковским партнёрством и т. д. с компаниями, действующими в Сирии. Также были запрещены контакты с лицами, организациями и вооружёнными группами, связанными с режимом и участвующими в военных преступлениях и нарушениях прав человека.
В ноябре 2011 года Лига арабских государств объявила о замораживании финансовых активов сирийского правительства, прекращении финансовых операций с Центральным банком Сирии, прекращении авиасообщения между странами ЛАГ и Сирией, запрете на пребывание в этих странах ряда сирийских деятелей и остановке инвестиций в Сирию со стороны государств Лиги. Ливан и Йемен выступили против этих санкций. В том же месяце Турция также объявила о замораживании финансовых активов сирийского государства.
Дополнительные санкции были введены ЕС в феврале 2012 года и касались энергетического сектора, поставок оружия, финансовой сферы Сирии, а также горнодобывающей промышленности. Президентские указы США 13606 и 13608, изданные в апреле и мае 2012 года соответственно, ввели дополнительные санкции против иностранных лиц и компаний, пытающихся обойти санкции США. В июне 2012 года к санкциям ЕС присоединились также ряд стран, не входящих в Союз: Грузия, Хорватия, Македония, Черногория, Исландия, Сербия, Албания, Лихтенштейн, Норвегия и Молдова.
Кроме того, в 2012 году финансовые активы 120 сирийских должностных лиц и организаций были заморожены ЕС, и им был запрещён въезд на территорию Союза. В этот список входили сам Башар Асад, Центральный банк Сирии и несколько министров. В июне 2012 года ЕС запретил торговлю предметами роскоши с Сирией, а также рядом коммерческих товаров. В то же время ЕС усилил ограничения на Сирию в области вооружений, правоохранительной деятельности и телекоммуникационного контроля.
Тем не менее, с 2018 года ряд министров сирийского режима, находящихся под санкциями, посещали страны ЕС под предлогом участия в конференциях ООН и межправительственных встречах.
В марте 2017 года проект резолюции Совета Безопасности ООН, направленный на введение санкций против Сирии за использование химического оружия, был заблокирован Россией и Китаем. Это стало седьмым проектом санкций, отклонённым из-за применения права вето. Резолюция предусматривала запрет на торговлю деталями для вертолётов и замораживание активов ряда военных представителей сирийского правительства.
В апреле 2017 года США ввели замораживание финансовых активов и запрет на поездки для 270 сотрудников сирийского правительства после атаки в Хан-Шейхуне.

### После землетрясения в 2023 году
После землетрясений в Турции и Сирии в 2023 году всё чаще звучали призывы снять санкции с Сирии из-за их негативного влияния на оказание гуманитарной помощи. Позднее США временно отменили часть санкций, что позволило многим благотворительным организациям отправлять средства в Сирию.
7 февраля 2023 года, вскоре после землетрясений, Сирийский арабский Красный Полумесяц призвал западные страны снять санкции. По словам исследователя из The Century Foundation Аарона Лунда, неправительственные организации хотели частичного снятия санкций, поскольку они «вредят мирному населению и усилиям по оказанию гуманитарной помощи».
9 февраля 2023 года Министерство финансов США объявило, что временно отменяет часть санкций, касающихся «всех операций, связанных с ликвидацией последствий землетрясения», сроком на 180 дней. Ранее США заявляли, что санкции уже содержат обширные исключения для гуманитарной помощи и «не станут препятствием для спасения жизней».
23 февраля 2023 года ЕС также объявил о смягчении части санкций сроком на шесть месяцев, чтобы ускорить усилия по оказанию помощи сирийскому народу. Позднее ряд соседних арабских государств также выразили готовность к расширению сотрудничества с Сирией после того, как приняли участие в гуманитарной помощи.
Во время Мюнхенской конференции по безопасности в 2023 году принц Фейсал бин Фархан Аль Сауд заявил, что необходим диалог с Дамаском, как минимум по гуманитарным вопросам, включая возвращение беженцев, особенно после землетрясения 2023 года, и что «не только в рамках Совета сотрудничества арабских государств Персидского залива, но и в арабском мире складывается консенсус о том, что статус-кво (изоляция Сирии) не является жизнеспособным». На той же конференции министр иностранных дел Кувейта Салем Абдалла Аль-Джабер Ас-Сабах в интервью Reuters отметил, что его страна выступает против нормализации отношений с Башаром Асадом и что Кувейт оказывает финансовую помощь пострадавшим от землетрясения через международные организации и Турцию.
После визита министра иностранных дел Иордании Аймана Сафади в Сирию 15 февраля 2023 года представители правительства Иордании также выразили надежду на прекращение изоляции Сирии и отмену санкций. Днём ранее представитель Китая в ООН также призвал снять односторонние санкции, чтобы «дать детям, пострадавшим от войны и землетрясений, надежду на выживание».
Катар, напротив, решительно выступал против нормализации отношений с Башаром Асадом из-за репрессий режима и настаивал на необходимости политического диалога для разрешения кризиса. Представитель МИД Катара заявил 28 февраля 2023 года, что страна не будет нормализовывать отношения с Сирией до тех пор, пока не будет достигнуто «реальное политическое решение».
В конце марта 2023 года Турция также пошла по пути смягчения экономических санкций против Сирии, поскольку президент Эрдоган, по данным Le Monde, стремился к «двусторонней нормализации» с сирийским лидером Башаром Асадом. Ранее в Анкаре госсекретарь США Энтони Блинкен и министр иностранных дел Турции Мевлют Чавушоглу провели переговоры по поводу ситуации на севере Сирии, контролируемом сепаратистами, что давно являлось приоритетом для турецкой республики.

### Смягчение санкций после свержения Асада

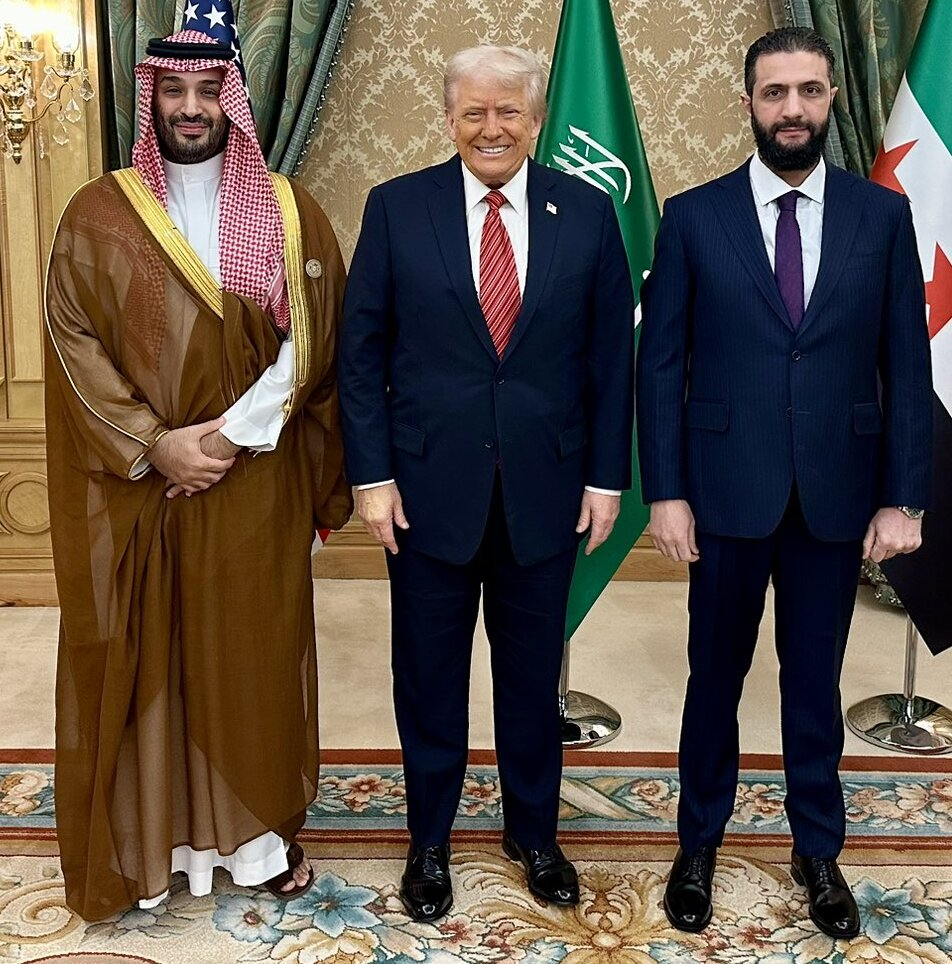
Президент США Дональд Трамп вместе с наследным принцем Саудовской Аравии Мухаммедом ибн Салманом и президентом Сирии Ахмедом аш-Шараа в Эр-Рияде. 12 мая Трамп объявил, что санкции, наложенные на Сирию, будут сняты

Несмотря на то, что в санкционных механизмах изначально были предусмотрены отдельные исключения для гуманитарной помощи, направленной гражданскому населению Сирии, множество гуманитарных инициатив всё же были заблокированы из-за фактического действия санкций.
В январе 2025 года на международных переговорах в Эр-Рияде был поднят вопрос о смягчении санкций против Сирии после свержения режима Асада. Саудовская Аравия призвала к отмене санкций в целях содействия восстановлению страны, а шесть стран ЕС предложили временное облегчение санкционного режима в таких секторах, как энергетика и банковская сфера, чтобы поддержать гуманитарные усилия. США выдали шестимесячную лицензию на ограниченные финансовые операции, но сохранили более широкие санкции для «обеспечения соблюдения прав человека и стабильности».
24 февраля 2025 года глава дипломатии ЕС Кая Каллас объявила о снятии санкций с Сирии в ряде ключевых секторов, включая энергетику, транспорт и банковское дело.
24 апреля 2025 года Великобритания отменила санкции в отношении правительственных органов Сирии, включая министерства обороны и внутренних дел.
13 мая 2025 года, во время визита в Саудовскую Аравию, президент США Дональд Трамп анонсировал снятие всех санкций против Сирии, заявив, что «они уже достаточно перенесли бедствий, войн и убийств» и что его администрация готова к нормализации отношений с новым правительством Сирии. 23 мая 2025 года администрация Трампа официально отменила широкий спектр санкций против Сирии.
20 мая 2025 года ЕС полностью отменил экономические санкции против Сирии.
30 июня 2025 года президент США Дональд Трамп подписал указ о полном снятии с 1 июля 2025 года всех экономических санкций против Сирии, действовавших с 2004 года. Указ, в частности, разрешает ослабить экспортный контроль над некоторыми товарами и отменяет ограничения на оказание Сирии иностранной помощи.

## Воздействие на гражданское население
Санкции, наложенные на Сирию, в основном затронули обычное гражданское население, а не элиты страны. Санкции привели к нехватке медицинского оборудования и медикаментов, поскольку многим международным фармацевтическим компаниям запрещено продавать лекарства в Сирию из-за санкционных ограничений. Это происходило несмотря на предусмотренные США и ЕС исключения для медикаментов — из-за противоречий между различными санкционными положениями, наличия запрещённых химических компонентов в составе препаратов, а также сложной бюрократической процедуры получения лицензии на освобождение от санкций. Из-за зависимости Сирии от импорта противораковых препаратов возможности сирийских больниц по лечению рака были серьёзно ограничены. В 2017 году директор итальянской больницы в Дамаске рассказал изданию Middle East Eye, что ранее учреждение частично финансировалось за счёт пожертвований, однако санкции помешали проведению финансовых операций с сирийскими банками.
Хотя санкции формально не запрещали переводы средств зарегистрированным неправительственным организациям (НКО), работающим в Сирии, многие компании по сбору пожертвований и переводу денег (такие как PayPal, Venmo и GoFundMe) блокировали или приостанавливали попытки благотворительных организаций и частных лиц отправить средства в регионы Сирии, находящиеся как под контролем правительства, так и оппозиции, из-за санкций против банков и платёжных систем. Из-за сложных требований по лицензированию и санкционной документации, необходимых для НКО, отправляющих гуманитарную помощь в Сирию, а также в связи с ужесточением проверок организаций, работающих в районах, контролируемых исламистами, благотворительные организации к 2016 году потеряли миллионы долларов. Банковские счета многих организаций, включая работающие в неподконтрольных правительству регионах, были заблокированы или заморожены из-за чрезмерного соблюдения санкций со стороны банков.
Из-за санкций США, запрещающих экспорт, продажу или поставку товаров, программного обеспечения, технологий и услуг в Сирию, люди в стране были лишены доступа к западным онлайн-платформам, используемым для образования, онлайн-покупок, работы или досуга — таким как Google, Netflix, Amazon, Zoom, Apple и другим.
Финансовые санкции также сделали незаконным предоставление доступа к платформам видеоигр для пользователей из Сирии. Санкции 2019 года, касающиеся предоставления цифровых услуг Сирии и Ирану, сделали незаконным даже для условно-бесплатных игровых компаний предоставление доступа для пользователей из Сирии, несмотря на то что они пытались обойти санкции, убрав внутриигровые транзакции для этих стран. В результате компании были вынуждены полностью запретить доступ пользователям из Ирана и Сирии.
После землетрясений 2023 года попытки сбора пожертвований на платформе GoFundMe для поддержки семей в районах Сирии, находящихся под контролем как правительства, так и оппозиции, были заблокированы из-за санкций. Платформа продолжила принимать переводы только в пользу заранее одобренных зарегистрированных НКО и приостанавливала действия других аккаунтов, пытавшихся направить средства в Сирию, опасаясь несоблюдения санкций США, касающихся банков и платёжных систем. После временного ослабления санкций со стороны США GoFundMe уведомила приостановленные благотворительные аккаунты о возможности вновь направлять пожертвования в Сирию через свою платформу.
Санкции против Сирии, даже если они временно снимаются в случае стихийных бедствий, подвергались критике со стороны ряда организаций. В отчёте аналитического центра Брукингского института указывалось, что санкции ЕС и США привели к серьёзным дефицитам и способствовали обрушению сирийской валюты. Жёсткая санкционная политика на деле снизила влияние западных стран с либерально-демократическими институтами и усилила связи Сирии с такими государствами, как Россия, Китай, арабские страны и, разумеется, Иран. Карающий характер санкций имел и непреднамеренные последствия: они ухудшили положение населения и затормозили формирование среднего класса, который мог бы изменить экономический курс страны. После того как США и ЕС временно сняли некоторые второстепенные санкции в связи с землетрясением на границе Турции и Сирии в 2023 году, а регион Ближнего Востока стал ещё более нестабильным из-за войны Израиля с ХАМАСом, вновь была зафиксирована волна сирийских беженцев, направляющихся в Западную Европу через Кипр. Сирийское правительство, контролировавшее бо́льшую часть официальной территории страны, также заявляло, что экономические санкции препятствуют возвращению сирийцев на родину. Несмотря на возвращение Сирии в Лигу арабских государств, ситуация в стране не улучшилась, поскольку региональные усилия по установлению мира оказались вторичны по отношению к масштабным санкциям, которые США и европейские страны продолжали применять к Сирии.

### Комментарии
1. ↑  ХАМАС признан террористической организацией Европейским союзом, Организацией американских государств и властями Аргентины, Австралии, Великобритании, Израиля, Канады, Новой Зеландии, Парагвая, США и Японии. Его деятельность также запрещена в Иордании и Египте.